# Малми, Хуго
Хуго Йоханнес Малми (5 марта 1878, Гельсингфорс — 1 апреля 1952, Хельсинки) — финский инженер промышленного и гражданского строительства и консультант по горным работам; спроектировал и построил ГЭС Иматра и был первым генеральным директором Imatran Voima (слилась с компанией Fortum в 1998 году).

## Биография
Родителями Хуго были железнодорожный служащий Карл Мальм и София Лённберг. В 1903 году Хьюго окончил Политехнический колледж по специальности инженер и в том же году стал помощником инженера в Национальном управлении гражданского строительства, а затем стал старшим инженером.
С 1916 по 1917 год работал инженером на некоторых электростанциях, с 1918 года стал старшим инженером энергетического комитета (koskivoimakomitea), а в 1923 году его главой. В 1918—1929 годах занимался проектированием и строительством гидроэлектростанции в Иматра. Когда электростанция была завершена, он стал её генеральным директором, а в 1932 году управляющим директором Imatran Voima.
В 1934—1950 годах был председателем комиcсии по речным порогам (koskitoimikunta), а в 1941—1948 годах — управляющим директором компании Oulujoki Oy, которой принадлежали гидроэлектростанции в Оулуйоки. Также работал в различных государственных комитетах и в Финско-норвежской пограничной комиссии с 1922 по 1925 год и представлял Финляндию на международных конгрессах в своей области. Он был председателем объединенного комитета технических клубов с 1930 по 1939 год.
Хуго опубликовал ряд статей в журналах в своей области и написал книгу Иматра и ее оковы (Imatra ja sen kahlitseminen, 1949). В 1948 году ему было присвоено звание горного советника.
Супругой Мальми с 1906 года была Илма Мария Дурчман.